# Werner von Fritsch
Werner Thomas Ludwig svobodný pán von Fritsch (4. srpna 1880 – 22. září 1939 Varšava) byl vysokým důstojníkem Wehrmachtu, generálplukovníkem, členem nejvyššího německého velení a druhým německým generálem, který byl zabit v průběhu II. světové války.

## Život
V letech 1907 – 1910 navštěvoval válečnou akademii. Po ukončení školy byl v hodnosti Oberleutnant (nadporučík) převelen do velkého generálního štábu.

## Vyznamenání
- Rytířský kříž, II. třída
- Rytířský kříž, I. třída
- Řád červené orlice, IV. třída
- Bavorský vojenský záslužný řád, IV. třída s meči a korunou
- Řád Fridrichův, rytířský kříž I. třída s meči
- Záslužný řád Filipa Velkomyslného, rytířský kříž II. třída
- Hamburský hanzovní kříž
- Odznak za zranění, černý (1918)
- Vojenský záslužný kříž , III. třída s válečnou dekorací
- Železný půlměsíc
- |  |  |  Služební vyznamenání Wehrmachtu, IV. až I. třída
- Zlatý stranický odznak, (30. Januar 1937)

údaje použity z: německé Wikipedie